# Mark VI (легкий танк)
Mk VI (англ. Light Tank Mk VI) — британський легкий танк 1930-х років. За радянською класифікацією належав до малих танків. Остання і найважча модель в лінійці довоєнних легких танків Великої Британії. Вироблявся серійно з 1936 по 1940, всього було випущено 1285 Mk VI в різних варіантах. Під час Другої світової війни ці танки обмежено використовувалися британськими військами в боях аж до 1942 року, деяка кількість також була продана іншим країнам.

## Модифікації
- Mk VI  — базовий варіант, 81 екземпляр.
- Mk VIA  — незначні зміни командирської башточки і ходової частини, 115 примірників.
- Mk VIB  — незначні зміни в бронюванні та кронштейн для кріплення додаткового зенітного 7,7-мм кулемета.
- Mk VI Індійський варіант (англ. Mk VI India Pattern)   — 60 Mk VIA і 43 MK VIB без командирської башточки, призначені для поставки індійським військам.
- Mk VIC  — 12,7-мм і 7,7-мм кулемети замінені на 15-мм і 7,92-мм кулемети Besa, 129 примірників.

## Перебував на озброєнні
- — 103 танки.
- — 70 танків.
- — 24 танки.
- — 13 танків.
- — 1 танк.